# 鐵斑岩螺
鐵斑岩螺（学名：Mancinella aculeata）为骨螺科絲岩螺屬下的一个种。